# Phaeomolis polystria
Phaeomolis polystria är en fjärilsart som beskrevs av William Schaus 1905. Phaeomolis polystria ingår i släktet Phaeomolis och familjen björnspinnare. Inga underarter finns listade i Catalogue of Life.